# Câștig și pierdere (Star Trek: Deep Space Nine)
„Profit și pierdere” este cel de-al 38-lea episod din serialul de televiziune SF Star Trek: Deep Space Nine. Este cel de-al 18-lea episod din cel de-al doilea sezon. Episodul a fost difuzat la televiziune pe 21 martie 1994.
Plasat în secolul al XXIV-lea, serialul urmărește aventurile de pe Deep Space Nine, o stație spațială situată în apropierea unei găuri de vierme stabile între cadranele Alfa și Gamma ale galaxiei Calea Lactee, în apropierea planetei Bajor. În acest episod, barmanul Quark se reîntâlnește cu o fostă iubită, doar pentru a descoperi că aceasta este implicată într-o intrigă politică periculoasă. Acest episod dezvoltă povestea guvernului cardassian și a spionului cardassian exilat, devenit croitor Garak.

## Prezentare
Profesoara cardassiană Natima Lang (Mary Crosby) sosește pe Deep Space Nine împreună cu studenții ei, Rekelen și Hogue - dizidenți politici care intenționează să reformeze guvernul militar opresiv cardassian. Lang și Quark au fost cândva iubiți; Lang a pus capăt relației după ce Quark i-a trădat încrederea, iar acum ea nu mai vrea să aibă nimic de-a face cu el, dar el încă mai are sentimente pentru ea.
Când Lang îl vede pe Garak la barul lui Quark, se panichează, bănuind că acesta va informa guvernul cardassian despre prezența lor. Sub pretextul unei conversații despre modă, Garak îi dă de înțeles lui Quark că convingerile radicale ale lui Lang și a tovarășilor ei vor duce probabil la moartea acesteia. Quark îi oferă lui Lang ajutorul său, dar ea refuză, neavând încredere că îi pasă de altcineva în afară de el însuși.
Între timp, o navă de război cardassiană sosește și amenință stația. Garak explică ofițerilor superiori că Comandamentul Central Cardassian vrea să-i predea pe Hogue și Rekelen, pe care îi descrie ca fiind teroriști.
Quark le oferă lui Hogue și Rekelen un dispozitiv de camuflaj de contrabandă pentru a-i ajuta să scape, cu condiția ca Lang să rămână cu el. Lang se ceartă cu Quark, în timpul căreia trage din greșeală cu un fazer spre Quark, amețindu-l. Îngrozită, Lang recunoaște în cele din urmă că încă îl iubește, iar Quark reușește în cele din urmă să o convingă să rămână.
Lang și studenții ei sunt arestați de șeful securității Odo: guvernul bajoran a fost de acord să-i predea cardassienilor în schimbul eliberării mai multor prizonieri bajorani. Un fost rival al lui Garak, Gul Toran, îi spune lui Garak că Comandamentul Central îi vrea morți pe prizonieri; în schimbul uciderii lor, Garak va avea voie să se întoarcă pe Cardassia.
Quark îl convinge pe Odo să îi elibereze pe Lang și pe studenții ei. Garak îi întâmpină la nava lor, unde se plânge că acum trebuie să-l ucidă și pe Quark. Toran apare, dezvăluind că l-a folosit pe Garak doar pentru a afla unde se află Hogue și Rekelen; oferta de a se întoarce pe Cardassia a fost o minciună. Garak îl împușcă și le permite lui Lang, Hogue și Rekelen să scape. Lang îl convinge pe Quark să o lase să plece, promițându-i că se va întoarce la el când își va termina munca de reformare a guvernului cardassian. Quark o lasă să plece.
După ce pleacă, Quark întreabă de ce l-a împușcat Garak pe Toran, iar Garak întreabă de ce Quark i-a dat drumul lui Lang. „Nu am avut de ales - o iubesc”, spune Quark. Garak răspunde: „Și eu iubesc Cardassia, ceea ce explică ce am făcut”.